# 톰 아라야
톰 아라야(Tomás Enrique Araya Díaz, 1961년 6월 6일 ~ )은 칠레 출신의 미국인 음악가로, 슬레이어에서 보컬과 베이스 기타를 맡고 있다.